# Podilla (obwód iwanofrankiwski)
Podilla (ukr. Поділля; do 1946 Sarnki Dolne) – wieś na Ukrainie, w obwodzie iwanofrankiwskim, w rejonie halickim. W 2001 roku liczyła 350 mieszkańców.

## Przynależność administracyjna
W latach 1934–1939 gmina Bursztyn, powiat rohatyński, województwo stanisławowskie. 
W II Rzeczypospolitej wieś w powiecie rohatyńskim województwa stanisławowskiego. W latach 1943–1944 nacjonaliści ukraińscy z OUN-UPA zamordowali tutaj 35 Polaków.